# Listă de filme britanice din 1943
Aceasta este o listă de filme britanice din 1943:

## Lista
| Titlu                               | Regizor                            | Distribuție                                    | Gen                            | Note                                               |
| ----------------------------------- | ---------------------------------- | ---------------------------------------------- | ------------------------------ | -------------------------------------------------- |
| The Adventures of Tartu             | Harold S. Bucquet                  | Robert Donat, Valerie Hobson                   | Drama                          |                                                    |
| Battle for Music                    | Donald Taylor                      | Joss Ambler, Warwick Braithwaite               | Musical/drama                  | [ 1 ]                                              |
| The Bells Go Down                   | Basil Dearden                      | Tommy Trinder, James Mason, Mervyn Johns       | World War II                   |                                                    |
| The Butler's Dilemma                | Leslie S. Hiscott                  | Francis L. Sullivan, Judy Kelly                | Comedy                         |                                                    |
| The Dark Tower                      | John Harlow                        | Ben Lyon, Anne Crawford                        | Thriller                       |                                                    |
| Deadlock                            | Ronald Haines                      | John Slater, Molly Hamley-Clifford             | Crime                          |                                                    |
| Dear Octopus                        | Harold French                      | Margaret Lockwood, Michael Wilding             | Comedy                         |                                                    |
| Death by Design                     | Germain Burger                     | John Longden, Wally Patch                      | Crime                          | [ 2 ]                                              |
| The Demi-Paradise                   | Anthony Asquith                    | Laurence Olivier, Penelope Dudley-Ward         | Comedy                         |                                                    |
| Desert Victory                      | David MacDonald                    |                                                | Propaganda documentary         |                                                    |
| Down Melody Lane                    | Frank Dormand                      | Billy Cotton, Eve Becke                        | Musical                        |                                                    |
| The Dummy Talks                     | Oswald Mitchell                    | Jack Warner, Claude Hulbert                    | Crime                          |                                                    |
| Escape to Danger                    | Lance Comfort, Victor Hanbury      | Eric Portman, Ann Dvorak                       | Thriller                       |                                                    |
| Fires Were Started                  | Humphrey Jennings                  | Cyril Demarne                                  | World War II                   | Number 89 in the list of BFI Top 100 British films |
| The Flemish Farm                    | Jeffrey Dell                       | Clive Brook, Jane Baxter                       | War                            |                                                    |
| The Gentle Sex                      | Leslie Howard                      | Jean Gillie, Joan Greenwood, Joyce Howard      | World War II                   |                                                    |
| Get Cracking                        | Marcel Varnel                      | George Formby, Dinah Sheridan                  | Comedy                         |                                                    |
| Happidrome                          | Philip Brandon                     | Harry Korris, Robbie Vincent                   | Comedy                         |                                                    |
| I'll Walk Beside You                | Maclean Rogers                     | Richard Bird, Lesley Brook, Percy Marmont      | Drama                          |                                                    |
| It's That Man Again                 | Walter Forde                       | Tommy Handley, Greta Gynt                      | Comedy                         |                                                    |
| The Lamp Still Burns                | Maurice Elvey                      | Rosamund John, Stewart Granger, Godfrey Tearle | Drama                          |                                                    |
| The Life and Death of Colonel Blimp | Michael Powell, Emeric Pressburger | Deborah Kerr, Roger Livesey, Anton Walbrook    | World War II                   | Number 45 in the list of BFI Top 100 British films |
| The Man in Grey                     | Leslie Arliss                      | Margaret Lockwood, James Mason                 | Romance/drama                  |                                                    |
| Millions Like Us                    | Sidney Gilliat, Frank Launder      | Patricia Roc, Gordon Jackson                   | Drama                          |                                                    |
| Miss London Ltd.                    | Val Guest                          | Arthur Askey, Evelyn Dall                      | Musical comedy                 | Directorial debut of Guest                         |
| My Learned Friend                   | Basil Dearden                      | Will Hay                                       | Comedy                         |                                                    |
| The New Lot                         | Carol Reed                         | Eric Ambler, Robert Donat                      | Drama                          |                                                    |
| The Night Invader                   | Herbert Mason                      | David Farrar, Anne Crawford                    | World War II                   |                                                    |
| Nine Men                            | Harry Watt                         | Jack Lambert, Gordon Jackson                   | World War II                   |                                                    |
| Old Mother Riley Detective          | Lance Comfort                      | Arthur Lucan, Kitty McShane                    | Comedy                         |                                                    |
| Old Mother Riley Overseas           | Oswald Mitchell                    | Arthur Lucan, Kitty McShane                    | Comedy                         |                                                    |
| Rhythm Serenade                     | Gordon Wellesley                   | Vera Lynn, Peter Murray-Hill                   | Musical                        | [ 3 ]                                              |
| San Demetrio London                 | Charles Frend                      | Arthur Young, Walter Fitzgerald                | War                            |                                                    |
| Schweik's New Adventures            | Karel Lamač                        | Lloyd Pearson, Maggie Rennie                   | Comedy                         |                                                    |
| The Shipbuilders                    | John Baxter                        | Clive Brook, Morland Graham                    | Drama                          |                                                    |
| The Silent Village                  | Humphrey Jennings                  | No professional actors used                    | World War II drama documentary |                                                    |
| The Silver Fleet                    | Vernon Sewell, Gordon Wellesley    | Ralph Richardson, Googie Withers               | World War II                   |                                                    |
| Somewhere in Civvies                | Maclean Rogers                     | Frank Randle, George Doonan                    | Comedy                         |                                                    |
| Somewhere on Leave                  | John E. Blakeley                   | Frank Randle, Dan Young                        | Comedy                         |                                                    |
| Squadron Leader X                   | Lance Comfort                      | Eric Portman, Ann Dvorak                       | World War II                   |                                                    |
| Theatre Royal                       | John Baxter                        | Bud Flanagan, Chesney Allen                    | Comedy                         |                                                    |
| They Met in the Dark                | Karel Lamač                        | James Mason, Joyce Howard                      | Thriller                       |                                                    |
| Thursday's Child                    | Rodney Ackland                     | Sally Ann Howes, Stewart Granger               | Drama                          |                                                    |
| Tomorrow We Live                    | George King                        | John Clements, Godfrey Tearle, Greta Gynt      | World War II                   |                                                    |
| Undercover                          | Sergei Nolbandov                   | John Clements, Mary Morris                     | War                            |                                                    |
| Up with the Lark                    | Philip Brandon                     | Ethel Revnell, Gracie West                     | Comedy                         |                                                    |
| Variety Jubilee                     | Maclean Rogers                     | Reginald Purdell, Ellis Irving                 | Musical                        |                                                    |
| Warn That Man                       | Lawrence Huntington                | Gordon Harker, Raymond Lovell                  | Thriller                       |                                                    |
| We Dive at Dawn                     | Anthony Asquith                    | John Mills, Eric Portman                       | World War II                   |                                                    |
| We'll Meet Again                    | Philip Brandon                     | Vera Lynn, Patricia Roc                        | Musical                        |                                                    |
| When We Are Married                 | Lance Comfort                      | Sydney Howard, Raymond Huntley, Olga Lindo     | Comedy                         |                                                    |
| Women Aren't Angels                 | Lawrence Huntington                | Robertson Hare, Alfred Drayton                 | Comedy                         |                                                    |
| Yellow Canary                       | Herbert Wilcox                     | Anna Neagle, Richard Greene                    | World War II                   |                                                    |